# Rebecca Robisch
Rebecca Robisch (Roth, 4 de abril de 1988) es una deportista alemana que compitió en triatlón. Ganó dos medallas de oro en el Campeonato Europeo de Triatlón, en los años 2011 y 2013.

## Palmarés internacional
| Campeonato Europeo | Campeonato Europeo  | Campeonato Europeo | Campeonato Europeo |
| Año                | Lugar               | Medalla            | Prueba             |
| ------------------ | ------------------- | ------------------ | ------------------ |
| 2011               | Pontevedra (España) | Medalla de oro     | Relevo mixto       |
| 2013               | Alanya (Turquía)    | Medalla de oro     | Relevo mixto       |